# فرودگاه بین‌المللی کپ. فاپ گویلرمو کانکا ایبریکو

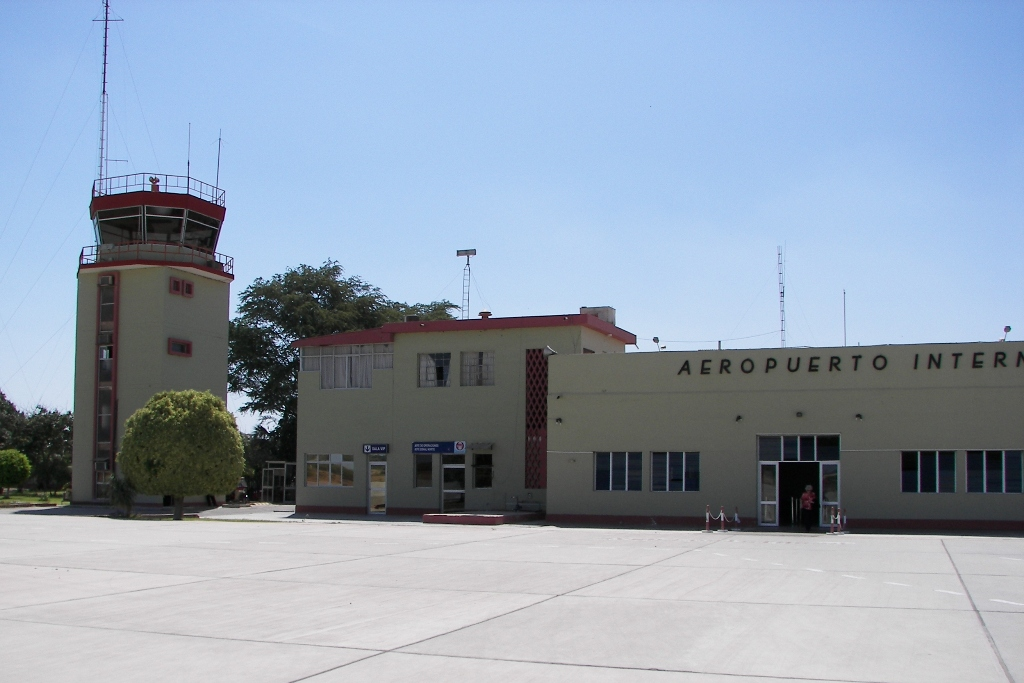
ماهیت فرودگاه واجزا مهم در زیر ساخت یک فرودگاه را نشان می دهد

فرودگاه بین‌المللی کپ. فاپ گویلرمو کانکا ایبریکو (به انگلیسی: Cap. FAP Guillermo Concha Iberico International Airport) یک فرودگاه همگانی با کد یاتا PIU است که یک باند فرود آسفالت دارد و طول باند آن ۲٫۵ متر است. این فرودگاه در کشور پرو قرار دارد و در ارتفاع ۵۳ متری از سطح دریا واقع شده‌است.